# Остроухов, Пётр Александрович
Остроухов Пётр Александрович (15 [27] июня 1885, Рязань — 2 февраля 1965, Прага) — русский и чехословацкий экономист, статистик, историк экономики, научный и общественный деятель, доктор экономических наук, доктор философии Карлова университета.

## Биография
Родился 27 июня 1885 года в Рязани в дворянской семье. Отец — Александр Михайлович, помощник делопроизводителя Рязанского губернского правления, губернский секретарь. Мать — Любовь Егоровна Гордеева. В 1903 году окончил Красноярскую классическую гимназию с золотой медалью. В тот же год поступил на экономическое отделение Санкт-Петербургского политехнического института. Ученик профессора П. Б. Струве. После окончания вуза был принят на службу в Департамент таможенных сборов Министерства финансов. Оставлен на кафедре политической экономии и статистике ППИ со специализацией по истории хозяйственного быта для подготовки к профессорскому званию. По предоставлению работы: «Очерки из истории англо-русской торговли» удостоен звания кандидата экономических наук. Одновременно с 1914 года преподавал политэкономию в ППИ и Выборгском коммерческом училище. С 1915 года вольнослушатель, а затем студент историко-филологического факультета петроградского университета. По поручению Нижегородского ярмарочного комитета занялся сбором материалов по истории торговли на Нижегородской ярмарке в XIX веке.
После октябрьского переворота в 1919 году эмигрировал сначала в Хельсинки, затем в Стокгольм, где работал в Бюро экономического осведомления под руководством профессора А. А. Чупрова, составлял для русских заграничных кооперативных учреждений хронику мировой хозяйственной жизни. В 1920 году работал в Крыму в хозяйственных структурах антибольшевистского правительства и в Управлении иностранных дел в Севастополе, под руководством профессора П. Б. Струве. Эвакуирован в Константинополь в ноябре 1920 года. С 1921 года — в Праге.
Преподаватель политэкономии, статистики и латинского языка на Русском юридическом факультете и Высшей коммерческой школе, Русском народном (затем свободном) университете в Праге. Член правления Русского издательского товарищества «Единение». Казначей Русской академической группы Общества русских ученых в Праге, Общества русских юристов в Праге. Председатель Русского исторического общества. Участвовал в организации в Праге Ольшанского кладбища, строительстве Успенского православного собора и деятельности Братства для погребения православных русских граждан и охраны их могил в Чехословакии. В 1932 году защитил докторскую диссертацию — «Торговля хлебом и движение цен на хлеб на Нижегородской ярмарке с 1827 до 1861 года». Получил ученую степень доктора исторических наук и ученое звание профессора в Карловом университете. Преподавал русский язык в Пражском политехническом институте, до конца жизни работал в Институте чехословацко-советской дружбы при Академии наук ЧССР. Несколько раз приезжал в Советский Союз, побывал на родине в Рязани.
Умер 2 февраля 1965 года в Праге. Похоронен на Ольшанском кладбище.

## Сочинения
- Англо-русский торговый договор 1734 г. : Очерк по истории русской торговой политики (на основании архив. источников) / С предисл. П. Б. Струве. — СПб. : С.-Петерб. политехн. ин-т имп. Петра Великого, 1914. — XII, 204 с. — (Труды студентов Экономического отделения Санкт-Петербургского политехнического института императора Петра Великого).
- «Всероссийский товарообмен в Нижнем Новгороде в 1822 году»,
- «Из истории русского денежного обращения»,
- «Конъюнктура на Нижегородской ярмарке с 1817 по 1867 год»,
- «Москва и её промышленная область на Нижегородской ярмарке в 1822 году»,
- «Озёрные, лесные и степные области России на Нижегородской ярмарке в 1822 году».